# Ендрю Дюжарден
Ендрю Дюжарден (англ. Andrew Desjardins; 27 липня 1986, м. Лайвлі, Канада) — канадський хокеїст, центральний/лівий нападник. Виступає за «Чикаго Блекгокс» у Національній хокейній лізі.
Вихованець хокейної школи «Волден МХА». Виступав за «Су-Сент-Марі Грейхаундс» (ОХЛ), «Ларедо Бакс» (КХЛ), «Фінікс Роудраннерс» (ECHL), «Вустер Шаркс» (АХЛ), «Сан-Хосе Шаркс».
В чемпіонатах НХЛ — 285 матчів (15+35), у турнірах Кубка Стенлі — 41 матч (3+4).
Досягнення
- Володар Кубка Стенлі (2015)